# 大马安水库
大马安水库是中国广西壮族自治区钦州市钦南区境内的一座水库，位于钦江支流上，建于1964年。水库正常库容为781万立方米，集雨面积为8平方千米，海拔为20.58米。